# Mappilaiurani
Mappilaiurani é uma vila no distrito de Toothukudi, no estado indiano de Tamil Nadu.

## Demografia
Segundo o censo de 2001,  Mappilaiurani  tinha uma população de 26,802 habitantes. Os indivíduos do sexo masculino constituem 50% da população e os do sexo feminino 50%. Mappilaiurani tem uma taxa de literacia de 73%, superior à média nacional de 59.5%: a literacia no sexo masculino é de 77% e no sexo feminino é de 69%. Em Mappilaiurani, 14% da população está abaixo dos 6 anos de idade.